# Handsome Devil (phim)
Handsome Devil là một bộ phim hài kịch năm 2016 của đạo diễn John Butler. Phim được chiếu trong phần Điện ảnh Thế giới Đương đại tại Liên hoan phim Quốc tế Toronto 2016.
Nó xoay quanh một thiếu niên bị tẩy chay (Fionn O'Shea) tại một trường học nội trú bóng bầu dục bị ám ảnh bởi tất cả nam sinh ở Ireland theo mô hình của Castleknock và Clongowes, người bạn cùng phòng mới (Nicholas Galitzine) là cầu thủ ngôi sao bóng bầu dục mới của trường. Hai người hình thành một tình bạn không thể tin được cho đến khi nó được thử nghiệm bởi những người xung quanh. Bộ phim có chủ đề về đồng tính luyến ái, đồng thời kiểm tra sự giả hình và hợm hĩnh của hệ thống trường tư thục Ailen. Handsome Devil đã nhận được nhiều lời khen ngợi từ giới phê bình, giành giải thưởng cho Phim hay nhất Ailen 2017 từ Vòng tròn phê bình phim Dublin; bốn đề cử tại Giải thưởng Học viện Điện ảnh và Truyền hình Ailen 2018 (IFTA), bao gồm Phim truyện hay nhất; và Giải thưởng phim truyền hình đơn hay nhất tại Liên hoan truyền thông Celtic hàng năm 2018.

## Nội dung
Bộ phim lấy bối cảnh một học sinh nội trú bị ám ảnh bởi bóng bầu dục ở Ireland, được mô phỏng theo Castleknock và Clongowes, và được nhìn qua đôi mắt của Ned, một học sinh bị tẩy chay tại trường. Anh ấy dường như là sinh viên duy nhất ở đó không thích bóng bầu dục. Một học sinh mới đến trường, Conor, bạn cùng phòng của Ned và là một cầu thủ bóng bầu dục ngôi sao. Mặc dù hai người ban đầu cảnh giác với nhau, nhưng họ sớm hình thành một tình bạn thân thiết, đặc biệt quan tâm đến âm nhạc. Giáo viên tiếng Anh mới, ông Sherry, cũng đến trường, người, mặc dù nghiêm khắc, đang khuyến khích Ned và Conor. Nó được tiết lộ trong suốt bộ phim rằng trường học thường thể hiện hành vi đồng tính, đặc biệt bởi các sinh viên và huấn luyện viên bóng bầu dục, Pascal.
Trong một đêm đi ăn mừng với đội bóng bầu dục, Conor nhìn thấy thầy Sherry với bạn tình nam của mình tại một câu lạc bộ đồng tính nam và hiểu rằng ông là người đồng tính. Cùng lúc đó, Ned nhận ra rằng Conor là người đồng tính sau khi nhìn thấy cậu trong cùng một câu lạc bộ đồng tính. Pascal nhìn thấy hai người họ nói chuyện với nhau và trở nên lo lắng rằng ảnh hưởng của thầy Sherry sẽ ảnh hưởng tiêu cực đến Conor, người chơi giá trị nhất của mình.
Ned và Conor quyết định biểu diễn một tác phẩm âm nhạc tại chương trình tạp kỹ của trường tiểu học địa phương, với sự khuyến khích của thầy Sherry. Pascal và phần còn lại của đội bóng bầu dục phát hiện ra rằng Conor bị đuổi khỏi trường cũ vì liên tục đánh nhau với những người phát hiện ra rằng anh ta là người đồng tính và sử dụng nó như một trò tống tiền, ẩn ý rằng nếu anh ta không chọn những người bạn khác, bí mật của anh ta sẽ được tiết lộ. Kết quả là, Conor không thể hiện được màn trình diễn đa dạng, khiến Ned bị tổn thương về mặt cảm xúc. Ned quay lại một sự kiện với đội bóng bầu dục, nơi Conor đẩy anh ta ra trước toàn đội.
Tức giận và thất vọng, trong một cuộc biểu tình bóng bầu dục, Ned outs Conor trước toàn trường. Ned bị trục xuất và Conor bỏ chạy.
Khi trận đấu cuối cùng đến gần, Conor vẫn mất tích. Ned biết nơi tìm anh ta và đưa anh ta trở lại sân vận động, nơi họ thuyết phục Pascal rằng anh ta vẫn có thể là người đồng tính và là một cầu thủ bóng bầu dục giỏi, và Conor không xấu hổ về tình dục của anh ta, mặc dù đó là trường hợp trong quá khứ. Bộ phim kết thúc với việc đội giành chiến thắng trong trận chung kết Cúp cao cấp của trường Leinster và Ned trở lại trường và chiến thắng cuộc thi viết tiếng Anh bằng câu chuyện về tình bạn của anh và Conor.

## Diễn viên
- Fionn O'Shea vai Ned Roche
- Nicholas Galitzine vai Conor Masters
- Andrew Scott vai Dan Sherry
- Moe Dunford vai Pascal O'Keeffe
- Michael McElhatton vai Walter Curly
- Ruairi O'Connor vai Weasel
- Ardal O'Hanlon vai Donal Roche
- Mark Lavery vai Wallace
- Jay Duffy vai Victor
- Jamie Hallahan vai Spainer

## Nhạc phim
- "My Perfect Cousin" bởi The Undertones
- "Sucking It Out" bởi The Shaker Hymn
- "Thirteen" bởi Big Star
- "Desire As" bởi Prefab Sprout
- "Think for a Minute" bởi The Housemartins
- "It's Yours" bởi David Kitt
- "Obscurity Knocks" bởi Trashcan Sinatras
- "The Russians Are Coming" bởi Val Bennett
- "Go or Go Ahead" bởi Rufus Wainwright

## Tiếp nhận
Trên trang tổng hợp đánh giá Rotten Tomatoes, bộ phim giữ tỷ lệ phê duyệt 83% dựa trên 42 đánh giá, với điểm trung bình là 6,5/10. Sự đồng thuận quan trọng của trang web có nội dung: "Handsome Devil mang đến một biến thể duyên dáng, được diễn xuất tốt cho câu chuyện sắp đến tuổi với một vài khúc quanh mới." Metacritic cho bộ phim một đánh giá trung bình có trọng số là 60 trên 100, dựa trên 6 nhà phê bình, chỉ ra "các đánh giá hỗn hợp hoặc trung bình".